# Camarera mayor de palacio

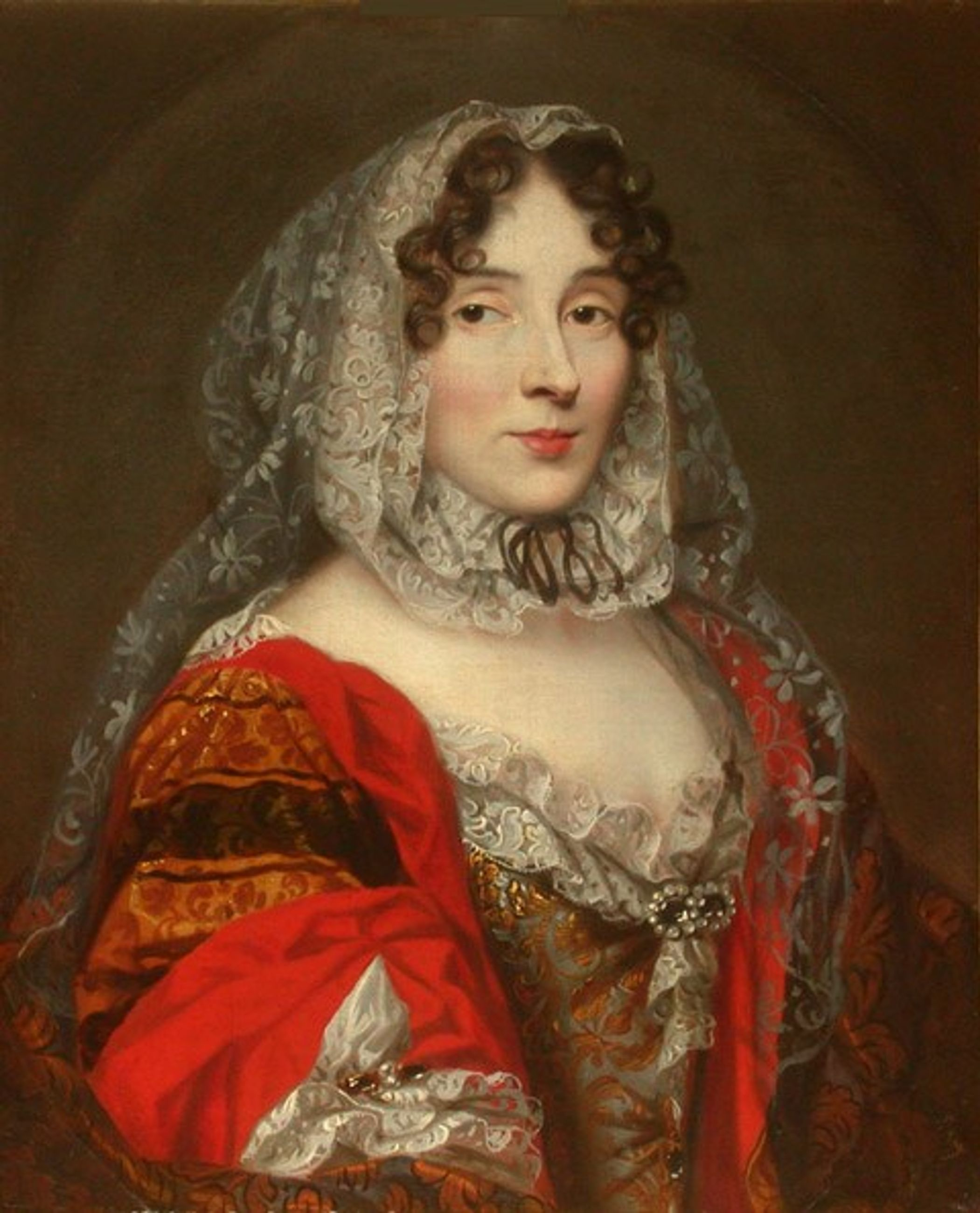
Retrato de la princesa de los Ursinos, hacia 1670, atribuido a René-Antoine Houasse (Museo Condé, Chantilly).

La camarera mayor de palacio era el cargo palaciego de la Real Casa y Patrimonio de la Corona de España, que estaba al cuidado de la persona y las habitaciones de la reina de España.

## Antecedentes históricos
Teniendo sus antecedentes históricos en la Casa de la Reina de Castilla, se configuró modernamente tras traer Felipe I la etiqueta de la corte de Borgoña. La primera camarera mayor se nombró de facto para su nuera, la emperatriz Isabel de Portugal, en 1526.

La responsabilidad principal de la Cámara de la Reina recaía en la Camarera mayor, en torno a la cual se estructuraba todo el departamento ya que, si por una parte era la persona que de manera inmediata y directa servía a la soberana, por otra tenía autoridad sobre las distintas dignidades y oficios que componían su personal. Su primera obligación era de asistencia personal a la soberana: debía acompañarla en todo momento, hasta el punto de dormir en su cámara, cuando no lo hacía el Rey, y en una estancia inmediata cuando esto sucedía. Era la encargada de proporcionar la ropa mientras la vestían, así como de acercarle el agua y la toalla que utilizaba para lavarse. También asistía a su tocado y a cualquier otra actividad relacionada con el aseo y arreglo diario. Todas estas funciones suponían una gran intimidad, así como el contacto físico y directo con la Reina, lo cual adquiría un claro valor simbólico y era la causa principal de la dignidad de su cargo y de las consideraciones de todo tipo, materiales y honoríficas, que por su desempeño se le dispensaban. La Camarera mayor, en principio, no tenía competencias hacendísticas propiamente dichas, pero ella era, sin embargo, la encargada de programar el gasto de la reina, dando la relación de las cosas que hubiera que comprar al guardajoyas que era quién tenía competencia para hacer las transacciones.
López-Cordón Cortezo (2003)

## Régimen durante los siglosXIXyXX
En la estructuración de la Real Casa a partir del siglo XIX, la camarera mayor de palacio disfrutaba de la misma categoría que el mayordomo mayor del rey de España, debiendo ser cubierto este cargo palatino por una grande de España, elegida entre aquellas de la clase de dama de la reina de mayor antigüedad. Dirigía todo lo relativo a la etiqueta y organización de la Casa de la Reina auxiliada por el mayordomo mayor de esta. En esta función le correspondía señalar las audiencias a conceder por la soberana. En las comitivas fuera de palacio ocupaba el puesto principal en el coche de la reina seguida de la dama de guardia y de aquel de los mayordomos de semana que igualmente estuviere de servicio.
Dependiente de la camarera mayor se hallaban las clases de dama de la reina y de dama al servicio particular de la Reina.
Asimismo, en esta área de la Real Casa - la Camareria- existió, mientras vivió la Reina viuda, una Camarera mayor de la Reina madre con igual categoría y tratamiento que la Camarera mayor de palacio.
Este cargo palatino tenía asignado un sueldo anual de 6000 pesetas anuales y disponía de oficina y cuarto propio en el Palacio Real de Madrid.
Este cargo fue suprimido tras la proclamación de la Segunda República Española el 14 de abril de 1931.

## Camareras mayores de palacio entre 1526 y 1931
| Reinado                  | Inicio | Fin | Nombre                                              | Notas |
| ------------------------ | ------ | --- | --------------------------------------------------- | ----- |
| Carlos I (1516-1556)     | 1526   | 1546 | Leonor de Castro Mello y Meneses, duquesa de Gandía |       |
| Felipe II (1556-1601)    |        | |                                                     |       |
| 1570                     | 1571   | Aldonza de Bazán, marquesa de Frómista                                                                   |                                                     |       |
| 1571                     | 1576   | María Ángela de Aragón y Guzmán, marquesa de Berlanga                                                    |                                                     |       |
| 1576                     | 1580   | Francisca de Rojas y Sandoval, condesa de Paredes de Nava                                                |                                                     |       |
| 1588                     | 1599   | Juana Enríquez de Velasco, duquesa de Gandía                                                             |                                                     |       |
| Felipe III (1601-1621)   |        | |                                                     |       |
| 1601                     | 1603   | Catalina de la Cerda, duquesa de Lerma                                                                   |                                                     |       |
| 1603                     | 1620   | Catalina de Zúñiga y Sandoval, condesa de Lemos                                                          |                                                     |       |
| Felipe IV (1621-1665)    |        | |                                                     |       |
| 1621                     | 1627   | Juana Enríquez de Velasco, duquesa de Gandía                                                             |                                                     |       |
| 1627                     | 1643   | Inés de Zúñiga, condesa de Olivares                                                                      |                                                     |       |
| 1644                     | 1653   | Ana de Cardona y Aragón, condesa de Medellín                                                             |                                                     |       |
| 1654                     | 1660   | Elvira Ponce de León, marquesa de Villanueva de Valdueza                                                 |                                                     |       |
| 1660                     | 1665   | Margarita Zapata de Mendoza, condesa de Priego                                                           |                                                     |       |
| Carlos II (1665-1701)    |        | |                                                     |       |
| 1665                     | 1679   | Margarita Zapata de Mendoza, condesa de Priego                                                           |                                                     |       |
| 1679                     | 1680   | Juana de Aragón y Cortés, duquesa de Terranova y duquesa viuda de Monteleón                              |                                                     |       |
| 1680                     | 1696   | Juana de Armendáriz, duquesa viuda de Alburquerque                                                       |                                                     |       |
| 1696                     | 1701   | María Teresa de Benavides, duquesa de Frías                                                              |                                                     |       |
| Felipe V (1701-1724)     | 1702   | 1704 | Ana María de Trémoille, princesa de los Ursinos     |       |
| Felipe V (1701-1724)     | 1704   | 1706 | María Alberta de Castro, duquesa de Béjar           |       |
| Felipe V (1701-1724)     | 1706   | 1714 | Ana María de Trémoille, princesa de los Ursinos     |       |
| Felipe V (1701-1724)     | 1714   | 1724 | Ángela Foch de Aragón, condesa viuda de Altamira    |       |
| Luis I (1724)            |        | |                                                     |       |
| 1724                     | 1724   | Ángela Foch de Aragón, condesa viuda de Altamira                                                         |                                                     |       |
| Felipe V (1724-1746)     |        | |                                                     |       |
| 1724                     | 1737   | Ángela Foch de Aragón, condesa viuda de Altamira                                                         |                                                     |       |
| 1737                     | 1746   | Laura Castelví y Coloma, marquesa viuda de Torrecuso                                                     |                                                     |       |
| Fernando VI (1746-1759)  |        | |                                                     |       |
| 1746                     | 1759   | Rosa María de Castro, marquesa viuda de Aytona, condesa de Lemos                                         |                                                     |       |
| Carlos III (1759-1788)   |        | |                                                     |       |
| 1759                     | 1760   | Rosa María de Castro, marquesa viuda de Aytona, condesa de Lemos                                         |                                                     |       |
| 1765                     | 1785   | Cayetana Silva y Alagón, duquesa viuda de Miranda                                                        | Fue Camarera de la Princesa de Asturias.            |       |
| 1785                     | 1788   | Florentina de Pizarro Picolomino, marquesa viuda de Bélgida                                              | Fue Camarera de la Princesa de Asturias.            |       |
| Carlos IV (1788-1808)    |        | |                                                     |       |
| 1788                     | 1793   | Florentina de Pizarro Picolomino, marquesa viuda de Bélgida                                              |                                                     |       |
| 1793                     | 1808   | María Isidra de la Cerda y Guzmán, duquesa de Nájera                                                     |                                                     |       |
| Fernando VII (1814-1833) |        | |                                                     |       |
| 1816                     | 1818   | Antonia Fernández de Córdoba Sarmiento, condesa de la Puebla del Maestre                                 |                                                     |       |
| 1819                     | 1823   | María Josefa Contreras y Vargas Machuca, condesa de Alcudia                                              |                                                     |       |
| 1823                     | 1834   | Rosa María de Carvajal y Vargas, marquesa viuda de Bedmar                                                |                                                     |       |
| Isabel II (1833-1868)    |        | |                                                     |       |
| 1834                     | 1841   | Joaquina Téllez-Girón y Pimentel, marquesa de Santa Cruz                                                 |                                                     |       |
| 1841                     | 1842   | María Benita Palafox y Portocarrero, marquesa de Bélgida                                                 |                                                     |       |
| 1842                     | 1843   | Juana de Vega, condesa de Espoz y Mina                                                                   |                                                     |       |
| 1843                     | 1847   | Joaquina Téllez-Girón y Pimentel, marquesa de Santa Cruz                                                 |                                                     |       |
| 1847                     | 1848   | María Manuela Kirkpatrick de Closeburn, condesa viuda de Montijo                                         |                                                     |       |
| 1848                     | 1854   | María de la O Guiráldez y Cañas, duquesa de Gor                                                          |                                                     |       |
| 1855                     | 1866   | Rosalía Ventimiglia y Moncada d,Aragona, duquesa viuda de Berwick y de Alba                              |                                                     |       |
| 1866                     | 1867   | María de la O Guiráldez y Cañas, duquesa de Gor                                                          |                                                     |       |
| 1867                     | 1868   | María del Carmen Álvarez de las Asturias Bohorques y Guiráldez, marquesa de Novaliches                   |                                                     |       |
| Amadeo I (1871-1873)     |        | |                                                     |       |
| 1871                     | 1873   | Antonia Domínguez y Borrell, duquesa de la Torre                                                         |                                                     |       |
| Alfonso XII (1875-1885)  |        | |                                                     |       |
| 1875                     | 1884   | María de la Encarnación Fernández de Córdoba y Álvarez de las Asturias Bohorques, marquesa de Santa Cruz |                                                     |       |
| 1884                     | 1885   | María Eulalia Osorio de Moscoso y Carvajal, duquesa de Medina de las Torres                              |                                                     |       |
| Alfonso XIII (1885-1931) |        | |                                                     |       |
| 1885                     | 1888   | María Eulalia Osorio de Moscoso y Carvajal, duquesa de Medina de las Torres                              |                                                     |       |
| 1888                     | 1905   | María de la Soledad Fernández de Córdoba y Alagón, condesa de Sástago                                    |                                                     |       |
| 1905                     | 1931   | María Luisa Carvajal y Dávalos, duquesa de San Carlos, marquesa viuda de Santa Cruz.                     |                                                     |       |